# Gliossilato reduttasi
La gliossilato reduttasi è un enzima appartenente alla classe delle ossidoreduttasi, che catalizza la seguente reazione:
glicolato + NAD+ ⇄ gliossilato + NADH + H+
Riduce gliossilato a glicolato o idrossipiruvato a D-glicerato.